# Prurigo nodularis
La prurigo nodularis è una malattia dermatologica caratterizzata da noduli pruriginosi solitamente localizzati alle braccia e alle gambe; il paziente si presenta spesso con escoriazioni dovute al grattamento.
È stata descritta per la prima volta nel 1909 da James Hyde e Frank Montgomery.

## Eziologia
La causa della prurigo nodularis è sconosciuta, tuttavia molte entità nosologiche vi sono correlate, in particolare il nevo di Becker, la dermatosi bollosa a IgA lineari e le epatopatie. Il prurito sistemico è stato correlato alla colestasi, a malattie della tiroide, alla policitemia rubra vera, all'uremia, al linfoma di Hodgkin, all'AIDS e ad altre immunodeficienze. La prurigo nodularis può presentarsi inoltre in caso di neoplasie metastatiche, insufficienza renale ed epatica. La sua correlazione con malattie psichiatriche, un tempo considerata, è attualmente stata esclusa.

## Clinica
I noduli si presentano distinti, solidi e iperpigmentati, con una distribuzione generalmente simmetrica. Sono più grandi di 0,5 cm in larghezza e profondità e possono apparire in ogni parte del corpo, anche se solitamente le prime sedi colpite sono gli arti, in particolar modo a livello dei follicoli piliferi. La lesione escoriata è invece spesso piana, ombelicata e ricoperta da una crosta. Il prurito si presenta solo successivamente alla formazione dei noduli.

## Diagnosi
La diagnosi si basa sull'esame obiettivo della cute e sulla presenza di prurito. La biopsia della pelle viene spesso effettuata per escludere altre malattie; in corso di prurigo nodularis si rileva solitamente un grande numero di granulociti eosinofili. L'esame colturale di una lesione serve a escludere la presenza di un'infezione stafilococcica, significativamente correlata alla dermatite atopica.

## Trattamento
La prurigo nodularis è difficile da trattare e le terapie utilizzate includono steroidi, vitamine, criochirurgia, talidomide e fototerapia. Una terapia antibiotica è necessaria in caso di infezione batterica. La somministrazione di alte dosi di prednisone arresta pressoché immediatamente il prurito, ma la sua sospensione porta facilmente a una recidiva, solitamente nel giro di alcune settimane. Oltre ai tradizionali trattamenti, nel 2022 l’Agenzia Europea per i Medicinali (EMA) ha autorizzato l’immissione in commercio di un anticorpo monoclonale completamente umano che inibisce le vie di segnalazione mediate da interleuchina-4 (IL-4) e interleuchina-13 (IL-13), dupilumab, come trattamento di adulti affetti da prurigo nodulare da moderata a severa eleggibili alla terapia sistemica.